# 정자역
정자역(亭子驛, Jeongja station)은 경기도 성남시 분당구 정자동에 위치한 분당선, 신분당선의 전철역이자 환승역이다. 분당선 개통 당시엔 백궁역이었으나, 성남시 행정구역 변경에 따라 현재의 역명으로 변경됐다. 신분당선은 심야에 2편성이 주박한다. 수도권 전철 수인·분당선은 탄천 하저터널로 수내역과 연결된다.

## 역사
- 1994년 9월 1일 : 분당선 수서 - 오리 구간 개통과 함께 백궁역(栢宮驛)으로 영업 개시
- 2002년 9월 25일 : 정자역으로 역명 변경
- 2009년 2월 10일 : 신분당선 역명을 정자역으로 결정[1]
- 2009년 12월 1일 : 철도승차권 단말기 철거
- 2011년 10월 28일 : 신분당선 정자 - 강남 구간 개통과 함께 환승역이 됨
- 2012년 9월 18일 : 왕십리 ~ 선릉 구간 개통으로 왕십리 기점 28.9km로 변경[2]
- 2014년 1월 13일 : 분당선 승강장 스크린도어 설치
- 2015년 9월 4일 : 신분당선 정자 이남 구간 사용개시 고시[3]
- 2016년 1월 30일 : 신분당선 정자 - 광교 구간 연장 개통과 함께 중간역이 됨

## 역 구조
두 노선 모두 2면 2선의 상대식 승강장이 있는 지하역으로, 스크린도어가 설치되어 있다. 출입구는 6개이다. 신분당선의 경우, 이 역과 미금역 사이에 분당선과의 연결 선로가 있으며, 신분당선 2단계 구간 및 광교차량사업소 개통 이전까지는 분당선의 분당차량사업소를 이용하였기 때문에 신분당선 전동차의 입·출고선으로 사용하였고, 현재도 일부 열차는 일부 검수를 위해 이 역에서 시·종착하여 입·출고한다. 서울 지하철 9호선과 같이 중간에 환승 게이트가 있다.
또한 기존 분당선은 정자역의 1~4번 출구만 한국철도공사 관할 출구에 해당되며, 탄천변과 마주보는 곳에 출구가 있다. 신분당선 관할 출구는 5~6번 출구로써 기존 분당선의 출입구보다 약간 북쪽에 위치하고 있다. 이 5~6번 출구는 신분당선 운임 구역으로 곧바로 연결된다. 이 때문에 개통 초기에는 분당선을 이용하고 5~6번 출구로 나갈 때 신분당선의 환승 통로에 설치된 환승 게이트를 통과하면 추가 요금(700원)이 지불되는 문제점이 있었다.
현재는 분당선에서 분당선만 이용 후 신분당선 게이트를 통과하더라도 추가요금이 부과되지 않도록 개집표 프로그램이 수정되었다. 단 1회권으로는 별도운임을 내지 않으면 여전히 이용이 안된다.

### 수인분당선 승강장
| ↑ 수내 |
| \| １  |
| 미금 ↓ |

| 1 | ● 수도권 전철 수인·분당선 | 미금 · 죽전 · 기흥 · 수원 · 인천 방면     |
| 2 | ● 수도권 전철 수인·분당선 | 수내 · 서현 · 모란 · 선정릉 · 청량리 방면 |

### 신분당선 승강장
| ↑ 판교 |
| \| 하  |
| 미금 ↓ |

| 상행 | ● 신분당선 | 판교 · 청계산입구 · 신사 방면 |
| 하행 | ● 신분당선 | 미금 · 수지구청 · 광교 방면   |

## 역 주변
| 나가는 곳 | 방면 |
| --------- | --- |
| 1         | 성남신기초등학교 한솔고등학교 한솔초등학교 정자2동행정복지센터 느티마을어린이공원 느티공무원3단지아파트 주택전시관 |
| 2         | 정자중학교 정자동행정복지센터 KT본사 분당중학교 느티마을어린이공원 상록마을우성아파트                              |
| 3         | 성남분당경찰서 네이버 그린팩토리 정자1동행정복지센터                                                               |
| 4         | SK U타워 SK 씨엔씨 SK 하이닉스 국립국제교육원 성남정자동우체국 금융결제원                                          |
| 5         | 금융결제원 분당센터 늘푸른고등학교 정자동카페거리 정자청소년수련관 성남정자동우체국 국립국제교육원                 |
| 6         | 백현중학교 백현초등학교 성남신기초등학교 정자중학교 느티마을어린이공원 느티공무원3단지아파트                       |

## 사진

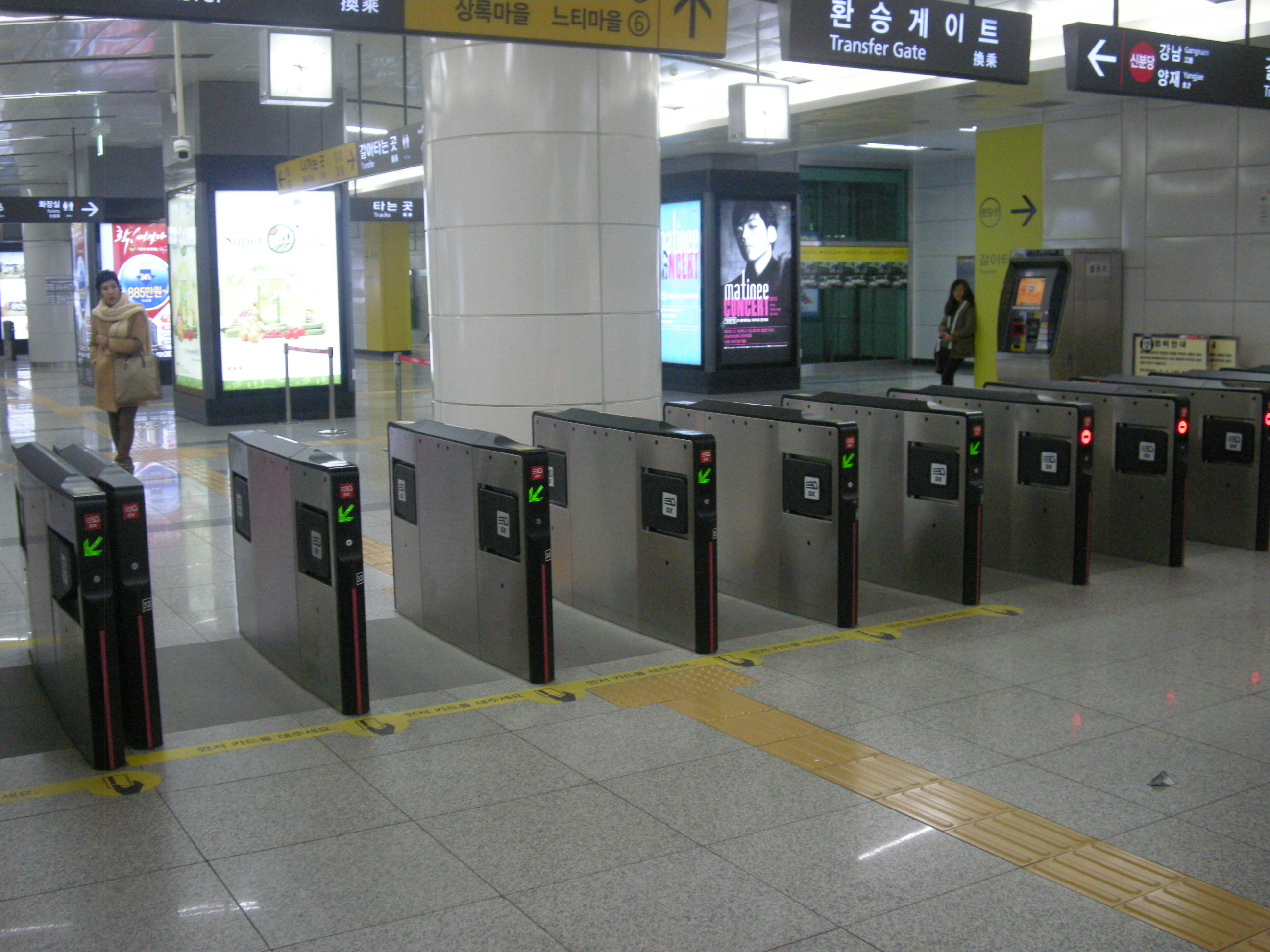
환승 게이트
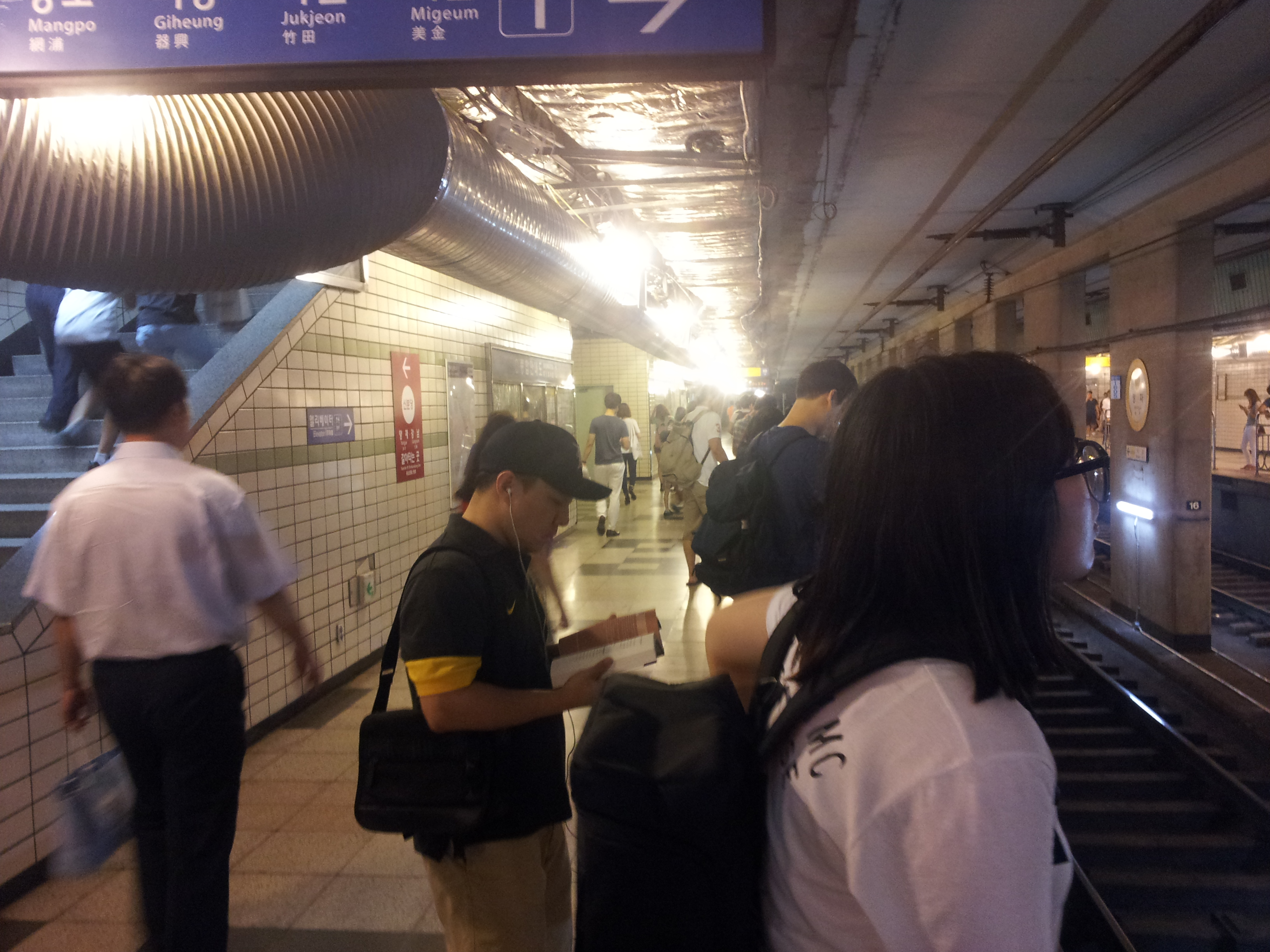
스크린도어 설치 공사 당시의 분당선 정자역
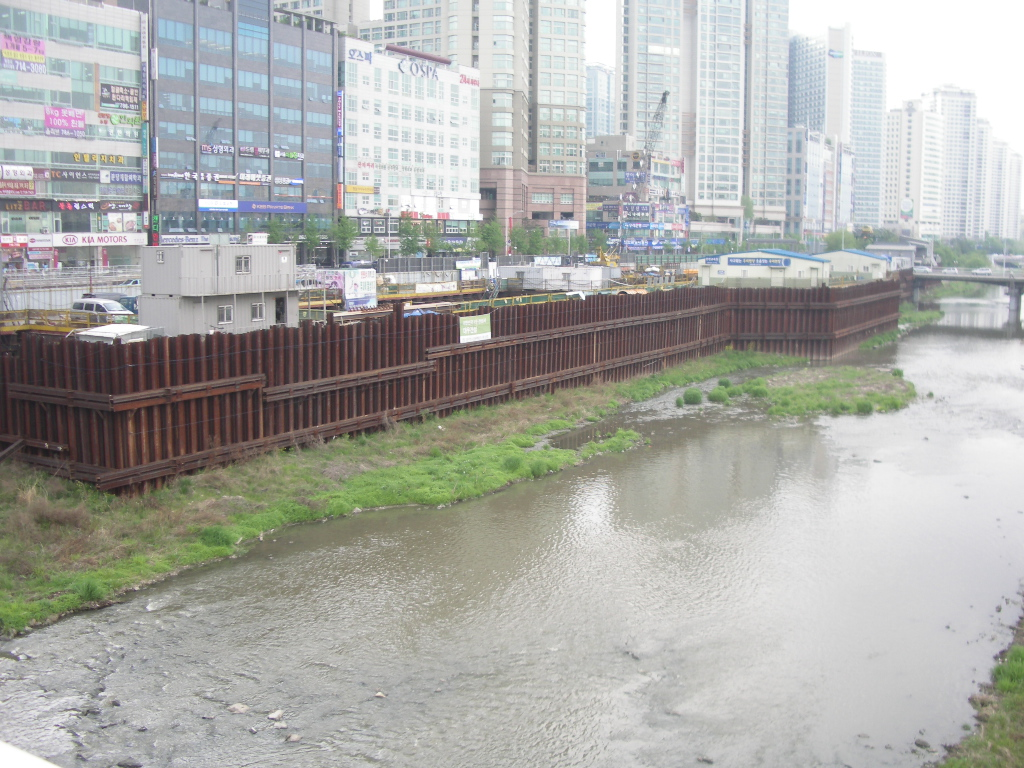
신분당선 건설 당시의 정자역
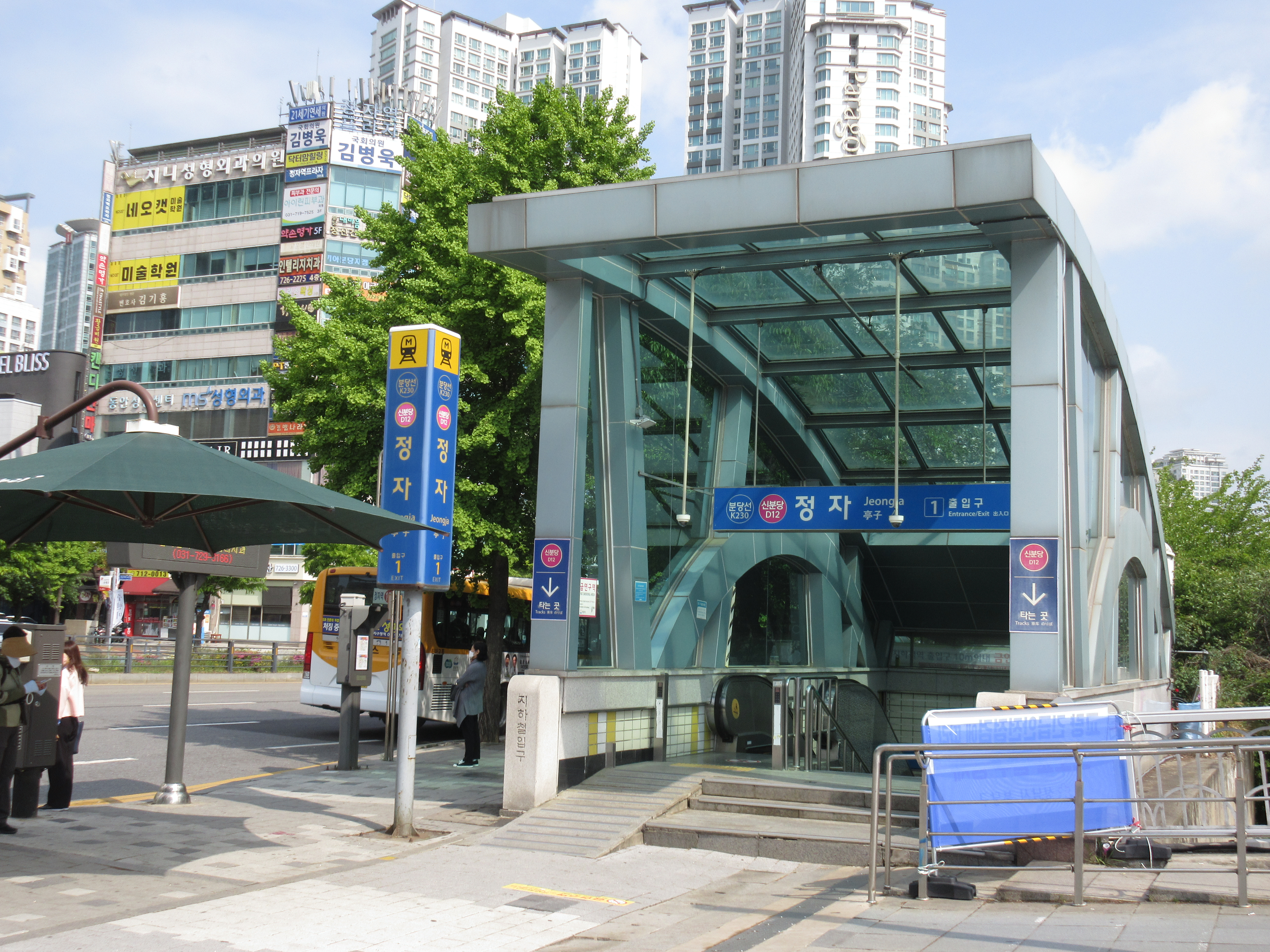
1번 출구
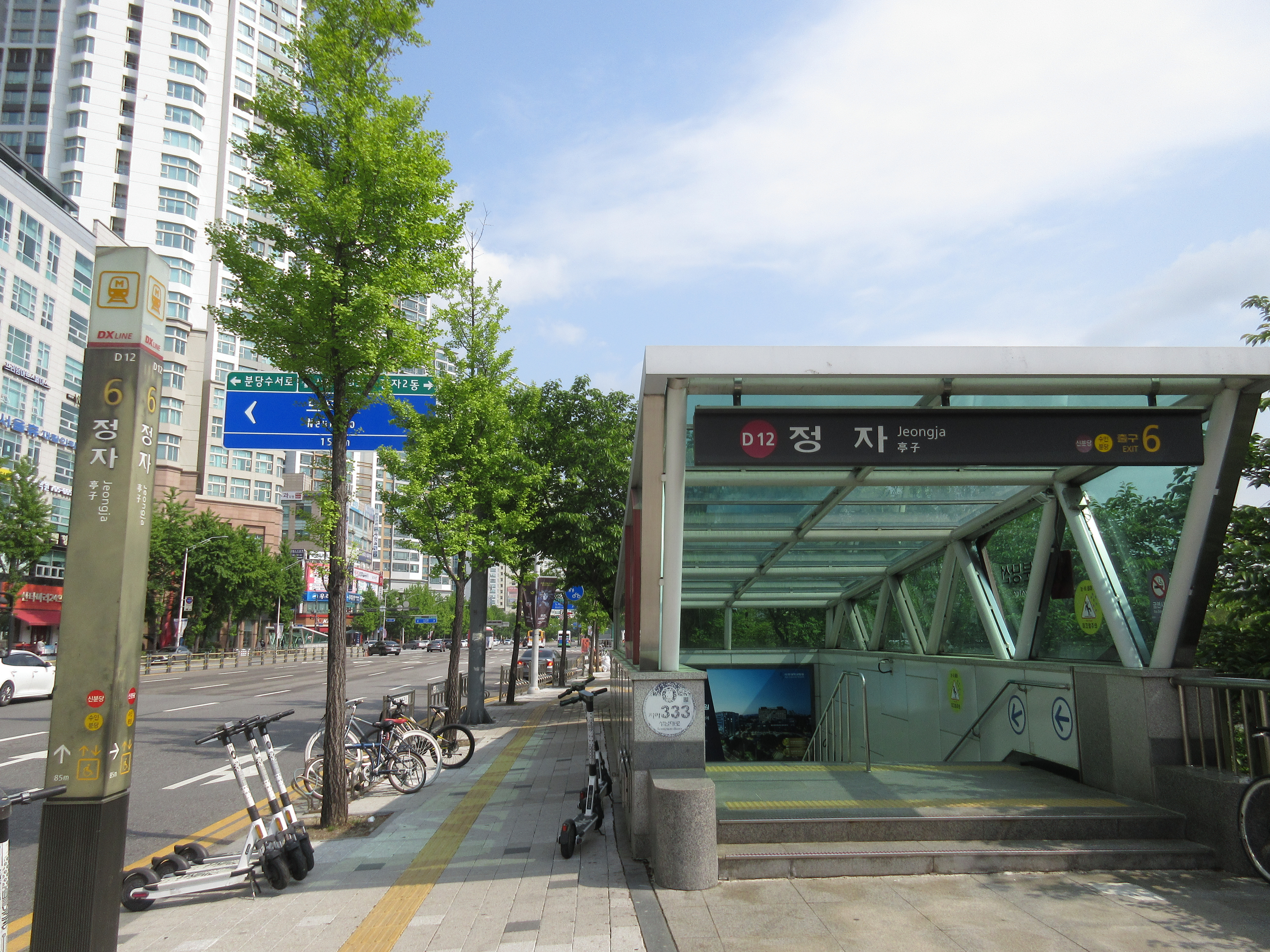
6번 출구

## 이용객 변동
| 노선   | 노선 | 일평균 인원수 (명/일) | 일평균 인원수 (명/일) | 일평균 인원수 (명/일) | 일평균 인원수 (명/일) | 일평균 인원수 (명/일) | 일평균 인원수 (명/일) | 일평균 인원수 (명/일) | 일평균 인원수 (명/일) | 일평균 인원수 (명/일) | 일평균 인원수 (명/일) | 각주                  | 각주                  | 각주                  | 각주                  | 각주  |
| 노선   | 노선 | 2000년                | 2001년                | 2002년                | 2003년                | 2004년                | 2005년                | 2006년                | 2007년                | 2008년                | 2009년                | 각주                  | 각주                  | 각주                  | 각주                  | 각주  |
| ------ | ---- | --------------------- | --------------------- | --------------------- | --------------------- | --------------------- | --------------------- | --------------------- | --------------------- | --------------------- | --------------------- | --------------------- | --------------------- | --------------------- | --------------------- | ----- |
| 분당선 | 승차 | 10,178                | 4,586                 | 5,706                 | 6,860                 | 6,374                 | 8,420                 | 9,734                 | 10,108                | 10,399                | 9,887                 | [ 5 ]                 | [ 5 ]                 | [ 5 ]                 | [ 5 ]                 | [ 5 ] |
| 분당선 | 하차 | 6,551                 | 3,466                 | 5,089                 | 6,224                 | 6,023                 | 8,442                 | 10,093                | 10,525                | 11,006                | 10,429                | [ 5 ]                 | [ 5 ]                 | [ 5 ]                 | [ 5 ]                 | [ 5 ] |
| 노선   | 노선 | 일평균 인원수 (명/일) | 일평균 인원수 (명/일) | 일평균 인원수 (명/일) | 일평균 인원수 (명/일) | 일평균 인원수 (명/일) | 일평균 인원수 (명/일) | 일평균 인원수 (명/일) | 일평균 인원수 (명/일) | 일평균 인원수 (명/일) | 일평균 인원수 (명/일) | 일평균 인원수 (명/일) | 일평균 인원수 (명/일) | 일평균 인원수 (명/일) | 일평균 인원수 (명/일) | 각주  |
| 노선   | 노선 | 2010년                | 2011년                | 2012년                | 2013년                | 2014년                | 2015년                | 2016년                | 2017년                | 2018년                | 2019년                | 2020년                | 2021년                | 2022년                | 2023년                | 각주  |
| 분당선 | 승차 | 10,315                | 10,220                | 9,857                 | 10,818                | 11,366                | 11,633                | 11,493                | 11,761                | 11,663                | 13,948                | 9,066                 | 9,825                 | 10,675                | 11,208                | [ 5 ] |
| 분당선 | 하차 | 10,887                | 10,825                | 10,178                | 11,280                | 11,801                | 12,134                | 11,927                | 12,183                | 12,243                | 12,537                | 9,559                 | 10,249                | 11,208                | 11,695                | [ 5 ] |

## 인접한 역
| 분당선                | 분당선                                     | 분당선                        |
| --------------------- | ------------------------------------------ | ----------------------------- |
| K229 수내 청량리 방면 | ● 수도권 전철 수인·분당선 완행 분당선 급행 | K231 미금 고색 방면 인천 방면 |
| 신분당선              |                                            |                               |
| D11 판교 신사 방면    | ● 신분당선                                 | D13 미금 광교 방면            |